# Danh sách trường đại học và cao đẳng ở Bắc Kinh
Có ít nhất 90 trường Đại học và cao đẳng ở Bắc Kinh. Thủ đô và thành phố trực thuộc trung ương của Trung Quốc có hầu hết các cơ sở giáo dục đại học trên toàn quốc. Hầu hết các trường cao đẳng và đại học đều là trường công lập hoặc trực thuộc; chỉ một số ít được thành lập tư nhân.

## Danh sách
| Tên                                                          | Tên Trung Quốc                     | Loại                     |
| ------------------------------------------------------------ | ---------------------------------- | ------------------------ |
| Đại học Bắc Kinh                                             | 北京大学                           | Quốc gia (Trực thuộc)    |
| Đại học Nhân dân Trung Quốc                                  | 中国人民大学                       | Quốc gia (Trực thuộc)    |
| Đại học Thanh Hoa                                            | 清华大学                           | Quốc gia (Trực thuộc)    |
| Đại học Giao thông Bắc Kinh                                  | 北京交通大学                       | Quốc gia (Trực thuộc)    |
| Đại học Công nghệ Bắc Kinh                                   | 北京工业大学                       | Thành phố                |
| Đại học Bắc Hàng                                             | 北京航空航天大学                   | Quốc gia (Đại diện khác) |
| Viện Công nghệ Bắc Kinh                                      | 北京理工大学                       | Quốc gia (Đại diện khác) |
| Đại học Khoa học và Công nghệ Bắc Kinh                       | 北京科技大学                       | Quốc gia (Trực thuộc)    |
| Đại học Kinh tế và Kinh doanh Thủ đô                         | 首都经济贸易大学                   | Thành phố                |
| Đại học Công nghệ Bắc Trung Quốc                             | 北方工业大学                       | Thành phố                |
| Đại học Công nghệ hóa học Bắc Kinh                           | 北京化工大学                       | Quốc gia (Trực thuộc)    |
| Đại học Công nghệ và Kinh doanh Bắc Kinh                     | 北京工商大学                       | Thành phố                |
| Viện Công nghệ thời trang Bắc Kinh                           | 北京服装学院                       | Thành phố                |
| Đại học Bưu chính Viễn thông Bắc Kinh                        | 北京邮电大学                       | Quốc gia (Trực thuộc)    |
| Viện Truyền thông Đồ họa Bắc Kinh                            | 北京印刷学院                       | Thành phố                |
| Đại học Xây dựng và Kiến trúc Bắc Kinh                       | 北京建筑大学                       | Thành phố                |
| Viện Công nghệ hóa dầu Bắc Kinh                              | 北京石油化工学院                   | Thành phố                |
| Viện Khoa học và Công nghệ Điện tử Bắc Kinh                  | 北京电子科技学院                   | Quốc gia (Đại diện khác) |
| Đại học Nông nghiệp Trung Quốc                               | 中国农业大学                       | Quốc gia (Trực thuộc)    |
| Đại học Nông nghiệp Bắc Kinh                                 | 北京农学院                         | Thành phố                |
| Đại học lâm nghiệp Bắc Kinh                                  | 北京林业大学                       | Quốc gia (Trực thuộc)    |
| Cao đẳng Y tế Liên minh Bắc Kinh                             | 北京协和医学院                     | Quốc gia (Đại diện khác) |
| Đại học Y Thủ đô                                             | 首都医科大学                       | Thành phố                |
| Đại học Y học Trung Quốc Bắc Kinh                            | 北京中医药大学                     | Quốc gia (Trực thuộc)    |
| Đại học Sư phạm Bắc Kinh                                     | 北京师范大学                       | Quốc gia (Trực thuộc)    |
| Đại học Sư phạm Thủ đô                                       | 首都师范大学                       | Thành phố                |
| Đại học Thể dục Thể thao Thủ đô                              | 首都体育学院                       | Thành phố                |
| Đại học Nghiên cứu Ngoại ngữ Bắc Kinh                        | 北京外国语大学                     | Quốc gia (Trực thuộc)    |
| Đại học Nghiên cứu Quốc tế Bắc Kinh                          | 北京第二外国语学院                 | Thành phố                |
| Đại học ngôn ngữ và văn hóa Bắc Kinh                         | 北京语言大学                       | Quốc gia (Trực thuộc)    |
| Đại học Truyền thông Trung Quốc                              | 中国传媒大学                       | Quốc gia (Trực thuộc)    |
| Đại học Kinh tế và Tài chính Trung ương                      | 中央财经大学                       | Quốc gia (Trực thuộc)    |
| Đại học Kinh doanh và Kinh tế Quốc tế                        | 对外经济贸易大学                   | Quốc gia (Trực thuộc)    |
| Đại học vật liệu Bắc Kinh                                    | 北京物资学院                       | Thành phố                |
| Đại học kinh tế và kinh doanh Thủ đô                         | 首都经济贸易大学                   | Thành phố                |
| Học viện Ngoại giao Trung Quốc                               | 外交学院                           | Quốc gia (Đại diện khác) |
| Đại học Công an Nhân dân Trung Quốc                          | 中国人民公安大学                   | Quốc gia (Đại diện khác) |
| Đại học Quan hệ Quốc tế                                      | 国际关系学院                       | Quốc gia (Trực thuộc)    |
| Đại học thể thao Bắc Kinh                                    | 北京体育大学                       | Quốc gia (Đại diện khác) |
| Học viện Âm nhạc Trung ương                                  | 中央音乐学院                       | Quốc gia (Trực thuộc)    |
| Học viện Âm nhạc Trung Quốc                                  | 中国音乐学院                       | Thành phố                |
| Học viện Mỹ thuật Trung ương                                 | 中央美术学院                       | Quốc gia (Trực thuộc)    |
| Học viện Hý kịch Trung ương                                  | 中央戏剧学院                       | Quốc gia (Trực thuộc)    |
| Học viện nghệ thuật sân khấu quốc gia Trung Quốc             | 中国戏曲学院                       | Thành phố                |
| Học viện Điện ảnh Bắc Kinh                                   | 北京电影学院                       | Thành phố                |
| Học viện múa Bắc Kinh                                        | 北京舞蹈学院                       | Thành phố                |
| Đại học Minzu Trung Quốc                                     | 中央民族大学                       | Quốc gia (Đại diện khác) |
| Đại học Khoa học Chính trị và Luật Trung Quốc                | 中国政法大学                       | Quốc gia (Trực thuộc)    |
| Đại học Điện lực Bắc Trung Quốc                              | 华北电力大学                       | Quốc gia (Trực thuộc)    |
| Đại học Phụ nữ Trung Quốc                                    | 中华女子学院                       | Quốc gia (Đại diện khác) |
| Đại học Khoa học và Công nghệ Thông tin Bắc Kinh             | 北京信息科技大学                   | Thành phố                |
| Đại học khai thác mỏ và công nghệ Trung Quốc (Bắc Kinh)      | 中国矿业大学(北京)                 | Quốc gia (Trực thuộc)    |
| Đại học Dầu mỏ Trung Quốc (Bắc Kinh)                         | 中国石油大学(北京)                 | Quốc gia (Trực thuộc)    |
| Đại học Khoa học Địa chất Trung Quốc (Bắc Kinh)              | 中国地质大学(北京)                 | Quốc gia (Trực thuộc)    |
| Đại học Liên minh Bắc Kinh                                   | 北京联合大学                       | Thành phố                |
| Đại học thành phố Bắc Kinh                                   | 北京城市学院                       | Tư thục                  |
| Đại học Khoa học Chính trị Thanh niên Trung Quốc             | 中国青年政治学院                   | Quốc gia (Đại diện khác) |
| Viện Công nghệ Shougang                                      | 首钢工学院                         | Thành phố                |
| Viện quan hệ công nghiệp Trung Quốc                          | 中国劳动关系学院                   | Quốc gia (Đại diện khác) |
| Đại học Geely Bắc Kinh                                       | 北京吉利学院                       | Tư thục                  |
| Cao đẳng Kede, Đại học Sư phạm Thủ đô                        | 首都师范大学科德学院               | Tư thục                  |
| Cao đẳng Canvard, Đại học Công nghệ và Kinh doanh Bắc Kinh   | 北京工商大学嘉华学院               | Tư thục                  |
| Cao đẳng thế kỷ, Đại học Bưu chính Viễn thông Bắc Kinh       | 北京邮电大学世纪学院               | Tư thục                  |
| Viện Gengdan, Đại học Công nghệ Bắc Kinh                     | 北京工业大学耿丹学院               | Tư thục                  |
| Cao đẳng Cảnh sát Nhân dân Bắc Kinh                          | 北京警察学院                       | Thành phố                |
| Viện Khách sạn Bắc Kinh, Đại học Nghiên cứu Quốc tế Bắc Kinh | 北京第二外国语学院中瑞酒店管理学院 | Tư thục                  |
| Đại học Viện Hàn lâm Khoa học Trung Quốc                     | 中国科学院大学                     | Quốc gia (Đại diện khác) |
| Đại học Viện Hàn lâm Khoa học Xã hội                         | 中国社会科学院大学                 | Quốc gia (Đại diện khác) |

## Khác
- Trường Cao đẳng Quốc tế Trung Quốc Bắc Kinh (北京国际汉语学院 )
- Học viện Nghệ thuật và Thiết kế Trung ương (中央工艺美术学院), sáp nhập vào Đại học Thanh Hoa với tư cách là Học viện Nghệ thuật và Thiết kế của Đại học Thanh Hoa (清华大学美术学院) vào năm 1999
- École centrale de Pékin, được thành lập ở Bắc Kinh vào năm 2005
- Đại học Y Bắc Kinh, sáp nhập vào Đại học Bắc Kinh năm 2000
- Đại học Yên Kinh, được tổ chức lại và chủ yếu sáp nhập vào Đại học Bắc Kinh năm 1952, một số khoa sáp nhập vào Đại học Thanh Hoa và Đại học Nhân dân Trung Quốc